# Matthew Halpin

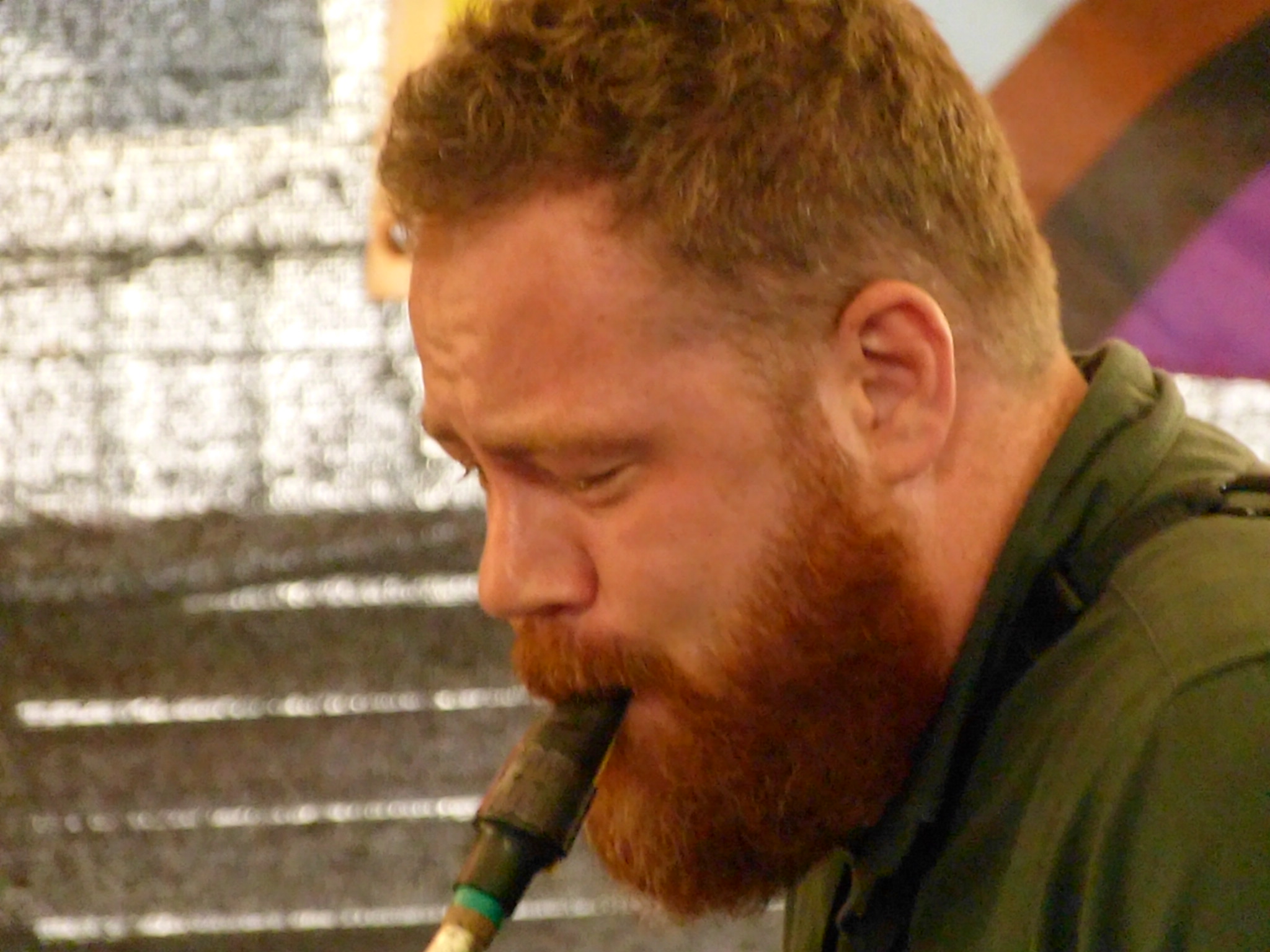
Matthew Halpin 2025 im Konzert von Stax

Matthew Halpin (* 1991 in Dublin) ist ein irischer Jazzmusiker (Tenorsaxophon, Komposition).

## Leben und Wirken
Halpin studierte zunächst klassisches Saxophon an der Royal Irish Academy of Music, um dann vom Jazz fasziniert seine Studien von 2009 bis 2013 am Berklee College of Music bei Joe Lovano und George Garzone fortzusetzen (Bacchelor in Dublin). Dann wirkte er zwei Jahre lang unter Danilo Pérez am Performance-Programm des Berklee Global Jazz Institute in Boston mit. Seit 2015 lebt er in Köln, wo er das Projekt Last Chance Dance mit David Helm und Fabian Arends verfolgte, mit Riaz Khabirpour auftrat und seit 2016 zum Quartett von Hendrika Entzian gehörte. 2015 veröffentlichte er mit der Sängerin Veronika Morscher ein Album; er ist auch auf dem Album The Next One der Folkband Kieran Quinn zu hören. Weiterhin arbeitete er mit dem RTÉ National Concert Orchestra, dem Dublin City Jazz Orchestra und dem Irish Youth Jazz Ensemble, 2018 mit dem Jonathan Hofmeister Quartett und mit Veronika Morscher in der Moscher/Halpin-Group. Seit 2019 spielt er mit Bertram Burkert und Reza Askari in Max Stadtfelds Quartett Stax, das bisher (2024) drei Alben veröffentlichte, zuletzt Fancy Future. Mit Pianist Simon Seidl nahm er 2021 für den Deutschlandfunk Duostücke auf.

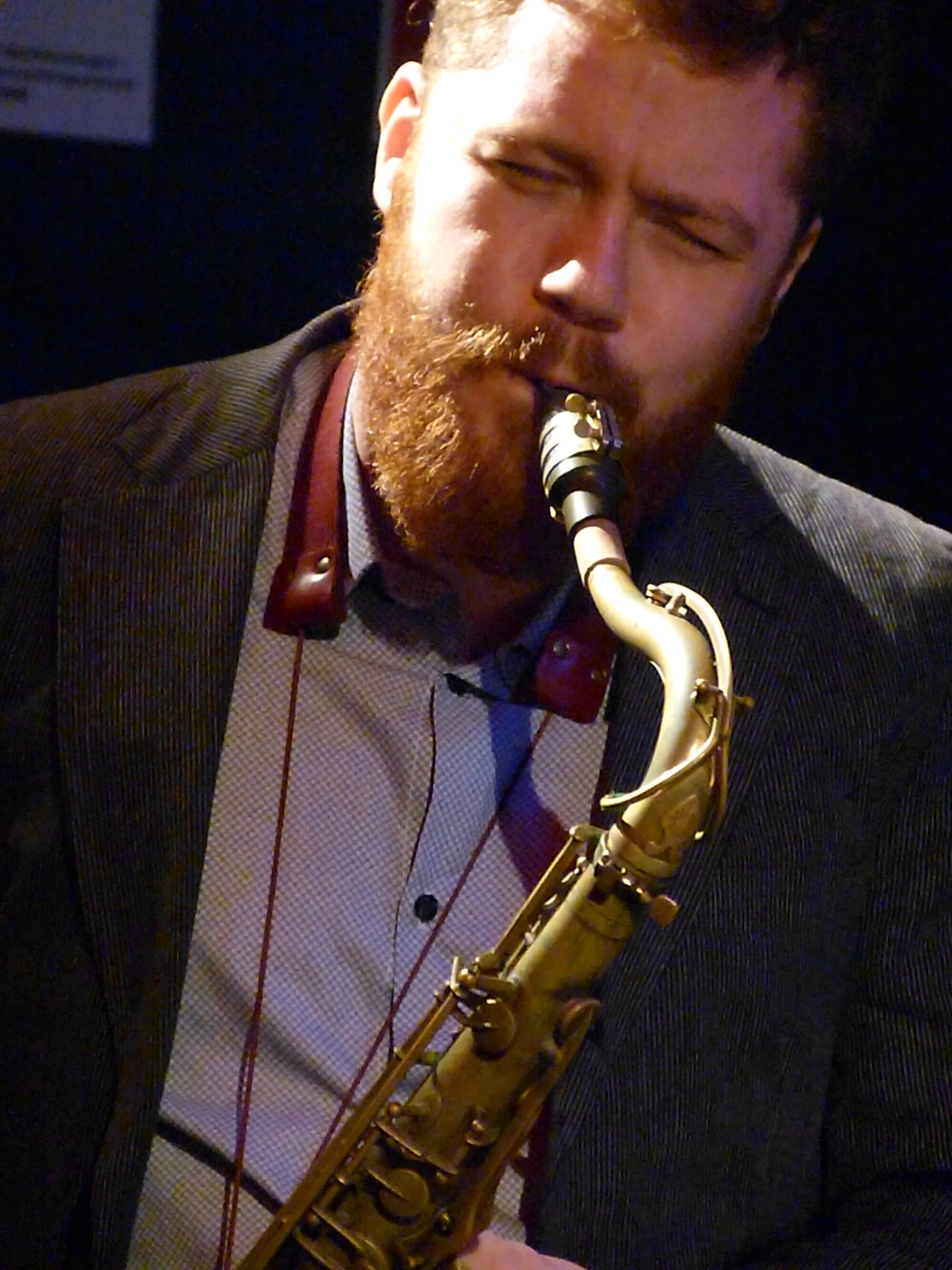
Matthew Halpin 2015 im Konzert mit Veronika Morscher (voc), Martin Schulte (g), David Helm (b) und Nils Tegen (dr) im Kölner ARTheater

## Diskographische Hinweise
- The Owl Ones: Shadow Loves the Sun (2015, mit Veronika Morscher, Kit Downes bzw. Pablo Held)
- Last Chance Dance (Toy Piano Records 2016, mit David Helm, Fabian Arends)
- Hendrika Entzian Quartet: Pivot (Traumton 2017, mit Simon Seidl, Fabian Arends)
- Soulcrane Feat. Matthew Halpin: Another Step We Take (Mons Records 2020, mit Matthias Schwengler, Philipp Brämswig, Reza Askari)
- Agreements (Frutex Tracks/Hey!blau 2021, mit Kit Downes, Hanno Busch, Sean Carpio, Sergio Martínez, sowie Veronika Morscher, Rebekka Salomea Ziegler, Laura Totenhagen)[2]